# قلعة فورونتسوف (سانت بطرسبرغ)
قلعة فورونتسوف (بالروسية: Воронцо́вский дворе́ц) هي قلعة باروكية تقع بين شارع سادوفايا ونهر فونتانكا في مدينة سانت بطرسبرغ بروسيا.

## تاريخ
تم بناء القلعة ذات ال 50 غرفة على نفقة فرانشيسكو بارتولوميو راستريللي للكون ميخائيل إلياريونوفيتش فورونتسوف، مستشارة الإمبراطورة إليزابيث. استغرق بناء القصر ثماني سنوات، ابتداء من عام 1749.
أعطى بافل الأول القصر لفرسان الإسبتارية. ثم طلب من مهندس إيطالي آخر يعمل في روسيا (جياكومو كورينغي) تحديث القصر.
ما بين سنتي 1798 و1800، أضاف كورينغي كنيسة كاثوليكية لخدمة الأرستقراطيين الفرنسيين المنفيين الذين أقاموا في العاصمة الروسية في مطلع القرن التاسع عشر.
منذ عام 1810، أقام قصر فورونتسوف سلسلة من المدارس العسكرية الحصرية، بما في ذلك فيلق باج الشهير (1810-1918) ومدرسة سوفوروف العسكرية (1955 إلى الوقت الحاضر).